# 리처드 올리세이
리처드 오게네코메 올리세이(영어: Richard Oghenekome Olise, 영어 발음: /ˈrɪtʃərd ɒ.'li.seɪ/, 2004년 9월 9일~)는 잉글랜드의 축구 선수로 포지션은 수비수이다. 현재 프리미어리그의 첼시 FC에서 활동하고 있으며 프랑스의 축구 선수 마이클 올리세의 동생이다.

## 어린 시절
리처드 올리세이는 2004년 영국 런던에서 나이지리아 출신 아버지와 알제리계 프랑스인 어머니 사이에서 태어났다.

## 구단 경력
리처드는 첼시 FC 산하 유소년팀들 중 하나인 첼시 FC U-9에 입단하며 축구 선수 경력을 시작했다. 그는 2021년 첼시 FC U-18로 승격했고 3년 뒤 2024년 첼시 FC 2군으로 승격했다. 리처드는 2024년 12월 첼시와 FC 아스타나와의 2024-25년 UEFA 컨퍼런스리그 본선 리그 5라운드에 참가하는 첼시 선수단에 소집되며 처음으로 첼시 1군에 승격했으나 해당 경기에서 첼시 1군 데뷔전을 가지지 않았다.

## 개인사
형 마이클 올리세도 축구 선수이며 포지션은 공격형 미드필더, 윙어이다. 그는 2024년 12월 기준으로 FC 바이에른 뮌헨과 프랑스 축구 국가대표팀에서 활동하고 있다.